# Phan Văn Khải
Phan Văn Khải (ur. 25 grudnia 1933 w Sajgonie; zm. 17 marca 2018 w Ho Chi Minh) – wietnamski polityk, w latach 1991–1997 wicepremier, a w latach 1997–2006 premier Wietnamu.

## Życiorys
Urodził się 25 grudnia 1933 w Sajgonie (obecnie Ho Chi Minh).
Długoletni działacz Komunistycznej Partii Wietnamu (od 1960). W latach 1985–1989 pełnił funkcję burmistrza miasta Ho Chi Minh. Na początku lat 90. przeszedł do administracji państwowej zostając w 1991 wicepremierem, a 24 września 1997 premierem kraju. W czerwcu 2005 był pierwszym premierem komunistycznego Wietnamu, który odwiedził Stany Zjednoczone, gdzie spotkał się z ówczesnym prezydentem George’em Bushem. 27 czerwca 2006 ze względu na wiek i stan zdrowia ustąpił ze stanowiska premiera.
Zmarł w swoim domu w Ho Chi Minh w wieku 84 lat.